# Cattleya gaskelliana
Cattleya gaskelliana (N.E.Br.) B.S.Williams, 1885  è una pianta della famiglia delle Orchidacee originaria del Sud America.

## Descrizione
È un'orchidea di taglia media, epifita, che presenta pseudobulbi compressi tra loro, di forma clavata, coperti da guaine grigiastre che portano al loro apice una sola foglia coriacea, spessa, di forma da ellittica ad ovale. La fioritura avviene tra la tarda primavera e la fine dell'estate, con un'infiorescenza che diparte da uno pseudobulbo maturo, alta circa 10 centimetri, coperta da una guaina che porta pochi fiori. Questi sono profumati e di dimensioni ragguardevoli: fino a 17 centimetri.

## Distribuzione e habitat
La specie è originaria del Venezuela e di Trinidad.
Cresce epifita ad altezze tra 700 e 1000 metri sul livello del mare.

## Sinonimi
Cattleya labiata var. gaskelliana N.E.Br., 1883

Cattleya elegantissima Linden, 1881

Cattleya gaskelliana var. alba B.S.Williams, 1889

Cattleya gaskelliana f. alba (B.S.Williams) M.Wolff & O.Gruss, 2007

## Coltivazione
Questa pianta predilige esposizione a mezz'ombra, temperature calde nella fase vegetativa, quando richiede anche irrigazioni, e più fredde durante il riposo.